# James McKenzie
James McKenzie, född 13 augusti 1903 i Leith, död 8 januari 1931 i Portobello, var en brittisk boxare.
McKenzie blev olympisk silvermedaljör i flugvikt i boxning vid sommarspelen 1924 i Paris.